# James Bruce

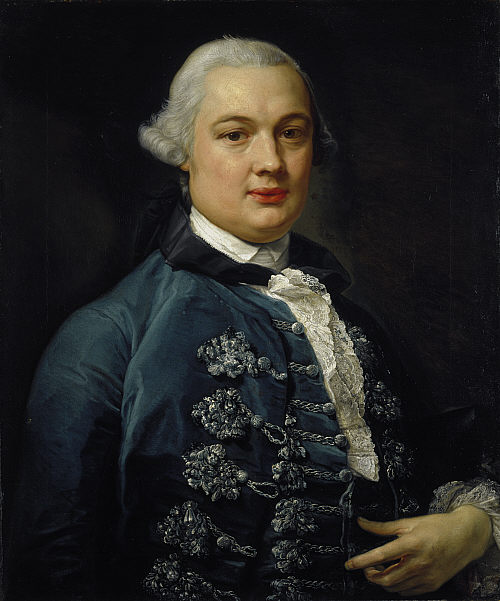
James Bruce

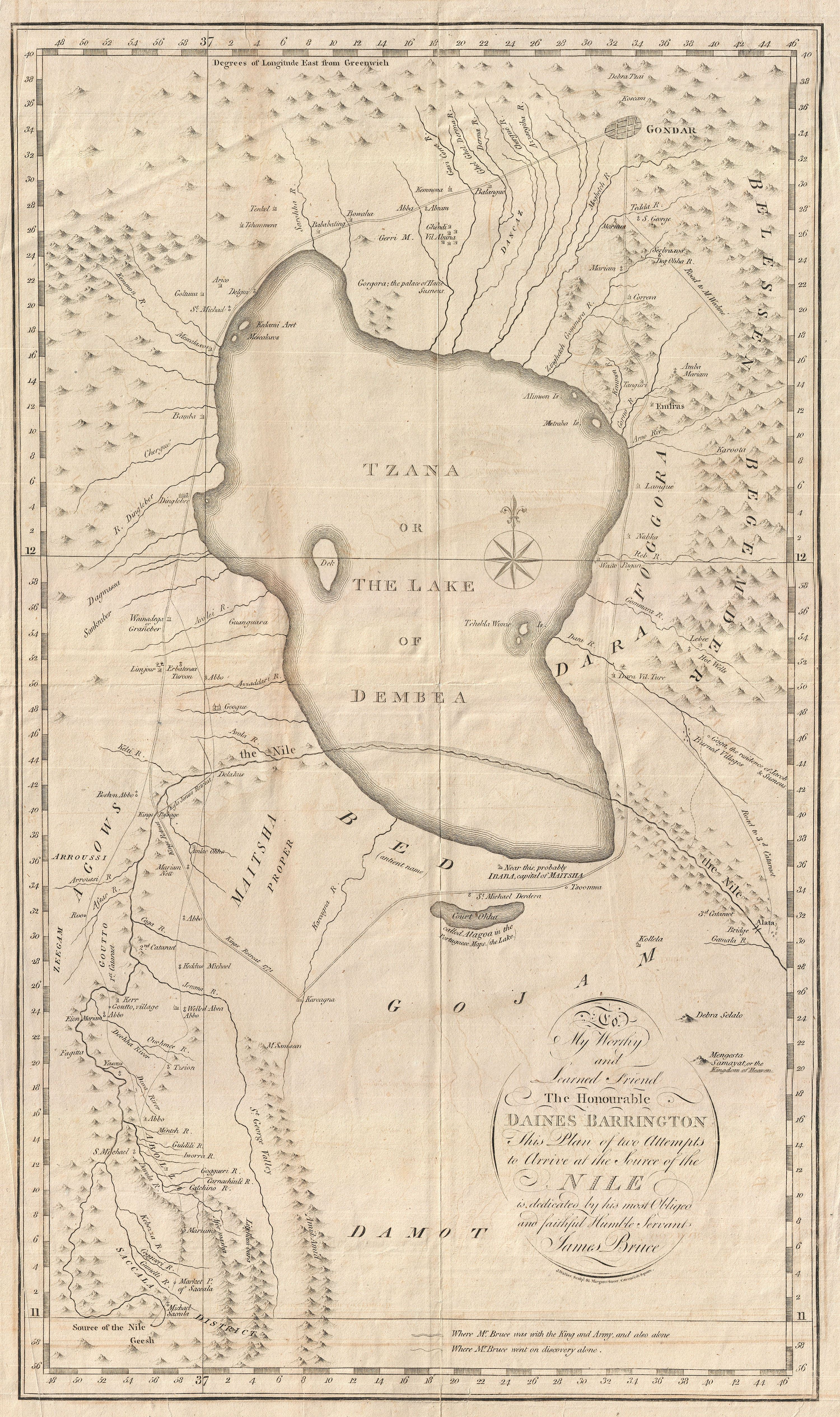
Bruces Karte der Nilquellen

James Bruce of Kinnaird (* 14. Dezember 1730 bei Kinnaird, Grafschaft Stirling in Schottland; † 27. April 1794 ebenda) war ein schottischer Naturwissenschaftler und Reisender. Sein offizielles botanisches Autorenkürzel lautet „Bruce“. James Bruce war eine auffällige Erscheinung (1,93 m). Er sprach elf Sprachen, war Geograph, Astronom, Historiker, Linguist, Botaniker, Ornithologe und Kartograph. Auch im Bereich der Medizin war er versiert. 

## Leben und Wirken
Bruce entstammte einem alten schottischen Adelsgeschlecht aus der Grafschaft Stirlingshire. Seine Schulbildung erhielt er in Harrow und Edinburgh, wo er auch von 1747 bis 1750 Rechtswissenschaften studierte, ohne das Studium zum Abschluss zu bringen. Danach arbeitete er für einen Londoner Weinhändler, dessen Tochter er 1754 heiratete. Die Frau starb bereits im folgenden Jahr in Paris. Bruce gab daraufhin seine Tätigkeit auf und begann zu reisen. Er besuchte unter anderem Portugal und Spanien, widmete sich mathematischen und astronomischen Studien und begann Arabisch und Altäthiopisch zu lernen.
Als sein Vater 1758 starb, wurde Bruce Alleinerbe der umfangreichen Familienländereien, auf denen sich überdies einträgliche Kohlevorkommen befanden. Doch statt sich auf seinen Landbesitz zurückzuziehen, nahm er 1762 eine Stelle als Konsul beim Bey von Algier an. Mit dem Posten war auch der Auftrag verbunden, antike Bauwerke in Nordafrika und dem Vorderen Orient zu dokumentieren. Vor dem Aufbruch nach Algier verbrachte er noch fast ein Jahr mit antiken Studien in Italien. Hier nahm er den Zeichner und Architekten Luigi Balugani in seinen Dienst, der ihn fortan jahrelang auf seinen Reisen begleitete. Den eigentlichen diplomatischen Dienst übte Bruce nur von 1763 bis 1765 aus, und auch hier beschäftigte er sich hauptsächlich mit dem Erlernen weiterer afrikanischer Sprachen. Überdies eignete er sich von dem königlichen Wundarzt in Algier profunde medizinische Kenntnisse an, die ihm während seiner späteren Reisen überaus nützlich werden sollten. Von 1765 bis 1768 erfüllte Bruce den zweiten Teil seines Auftrages. Er unternahm Reisen nach Tunesien, zum Aurès-Gebirge, nach Tripolitanien, in die Kyrenaika und nach Bengasi.  Anschließend ging es über Kreta und Rhodos in die Levante. Von Sidon und Aleppo aus besuchte Bruce die Denkmäler in Byblos, Baalbek und Palmyra. Er und Balugani fertigten dokumentarische Zeichnungen der antiken Stätten an, die Bruce der Königlichen Bibliothek in Kew schenkte.
Im Juni 1768 begann er in Alexandria mit den Vorbereitungen zu seiner großen Reise zu den Quellen des Nil. Mit Unterstützung des Mamlukenherrschers Ali Bey al-Kabir reiste er z. T. als Türke verkleidet und verfolgte den Lauf des Nils stromaufwärts. Seine Expedition endete im Jahr 1773. Bruce besuchte Theben und das Tal der Könige, wo er einige Reliefs abzeichnete. Besonders bekannt wurden seine Zeichnungen aus dem Grab des Ramses III., das damals zwar offen, aber nicht dokumentiert war. Fortan hieß dieses Grab Bruces Grab. Er reiste weiter bis nach Assuan, kehrte nach Qena zurück und reiste mit einer Karawane bis Kosseir am Roten Meer. Als türkischer Seemann setzte er im Mai 1769 nach Dschidda über und hielt sich einige Monate in Arabien auf. Im September fuhr er mit dem Schiff nach Massaua. Von da brach er nach Abessinien auf. Seine Reise führte ihn über Aksum und Sire, von da aus südlich durch das Fluss-System des Atbara nach Gondar, der damaligen Hauptstadt von Abessinien, wo er im Februar 1770 ankam.
In Gondar erregte er durch seine Körpergröße, sein selbstsicheres Auftreten und durch die Beherrschung der Landessprache Amharisch einiges Aufsehen. Er erwarb sich beim Ausbruch der Blattern großes Ansehen bei der Behandlung der Krankheit. Der äthiopische Kaiser Tekle Haymanot II. nahm ihn in seine Dienste. Über drei Jahre lang blieb er in Äthiopien, besuchte dabei auch die Quellen des östlichen Nilarms und umrundete den Tanasee. Er reklamierte die Erstentdeckung der Quellen für sich, obwohl diese schon 1618 vom portugiesischen Priester Pedro Páez entdeckt und 1622 vom portugiesischen Priester Jerónimo Lobo aufgesucht und beschrieben wurden. James Bruce bezweifelte allerdings deren Berichte, da sie den genauen Punkt nicht mittels astronomischer Geräte vermessen hatten und ihre Berichte auch Übertreibungen enthielten. 1772 brach er zu seiner Rückreise auf. Sie führte ihn westlich bis zum Blauen Nil und von da flussabwärts über Schandi bis zum 5. Katarakt, wo er auf den Karawanenenweg durch die Nubische Wüste abzweigte. Von Wasserstelle zu Wasserstelle ging es nordwärts bis Assuan.  Mit dem Schiff setzte seine Reise bis nach Alexandria fort, wo er 1773 anlangte.
Schließlich kehrte er nach elf Jahren Abwesenheit nach Schottland zurück, wo sich bald eine heftige Kontroverse um seine Reisen entwickelte. Während seine Gegner unter Bezug auf Páez seine Entdeckungen am Tanasee anzweifelten, versuchte Bruce zu beweisen, dass der Jesuit Unrecht hatte. Erst 17 Jahre nach der Rückkehr veröffentlichte er sein Hauptwerk Travels to discover the sources of the Nile. 5 Bände. (Edinburgh 1790). Der egozentrische, zugleich lebendig-subjektive Einschlag trug wiederum zur misstrauischen Aufnahme des Gesamtwerks bei, bevor dessen wissenschaftlicher Wert erkannt wurde. Die äthiopischen Handschriften, unter anderem das Henochbuch, und der nach ihm benannte Codex Brucianus, die Bruce mitgebracht hatte, eröffneten neue Perspektiven für die Erforschung der Gnosis und der äthiopischen Sprachen und stellten diesen Zweig der Orientalistik auf eine breitere Basis.
Bruce war ein schottischer Freimaurer. Er wurde am 1. August 1753 in die Loge Canongate Kilwinning, Nr. 2  aufgenommen. Die Logengeschichte, die seine Initiation in der Loge detailliert beschreibt, liest sich: Bruce, James, Younger of Kinnaird — the Abyssinian Traveller.
James Bruce starb am 27. April 1794 in seinem Heimatort Kinnaird.

## Ehrungen
1776 wurde Bruce als Mitglied („Fellow“) in die Royal Society gewählt. Ihm zu Ehren wurde die Gattung Brucea J.F.Mill. der Pflanzenfamilie der Bittereschengewächse (Simaroubaceae) benannt.

## Werk
- Reisen zur Entdeckung der Quellen des Nils. Übersetzt von Johann Jacob Volkmann, 5 Bände, Weidmann, Leipzig 1790–1791 (urn:nbn:de:hbz:6:1-12691).